# Rasmus Larsen
Rasmus Glarbjerg Larsen (Rudersdal, 25 novembre 1994 – Charleroi, 13 maggio 2015) è stato un cestista danese.
È stato trovato senza vita nella sua abitazione nel maggio 2015 all'età di 20 anni.